# روبرت ليويلين
روبرت ليويلين (بالإنجليزية: Robert Llewellyn)‏ (10 مارس 1956، نورثامبتون في المملكة المتحدة)؛ كاتِب، سيناريست، مخرج أفلام، منتج أفلام، مقدم تلفزيوني، ممثل، ممثل كوميدي وروائي بريطاني.

## روابط خارجية
- روبرت ليويلين على موقع IMDb (الإنجليزية)
- روبرت ليويلين على موقع ألو سيني (الفرنسية)
- روبرت ليويلين على موقع ميوزك برينز (الإنجليزية)
- روبرت ليويلين على موقع ميوزك برينز (الإنجليزية)
- روبرت ليويلين على موقع أول موفي (الإنجليزية)
- روبرت ليويلين على موقع قاعدة بيانات الفيلم (الإنجليزية)
- روبرت ليويلين على موقع كينوبويسك (الروسية)